# Шеховцов Іван Авксентійович
Іва́н Авксе́нтійович Шеховцо́в (* 29 червня 1929) — український архітектор, заслужений архітектор УРСР.

## З життєпису
По його проектах збудовано:
- краєзнавчий музей у місті Слов'яногірськ Донецької області,
- автовокзал у Сєвєродонецьку,
- у Луганську — Будинок природи та адміністративний будинок «Луганкоксвугілля»,
- 1980 року із скульптором Іваном Чумаком — пам'ятник «Політпрацівникам Червоної армії, загинулим в Великій вітчизняній війні», поставлений під селом Хорошим Слов'яносербського району — на вшанування вчинку політрука О. Єременка в часі контратаки 12 липня 1942 року.